# Liste der Kulturdenkmale in Werbach

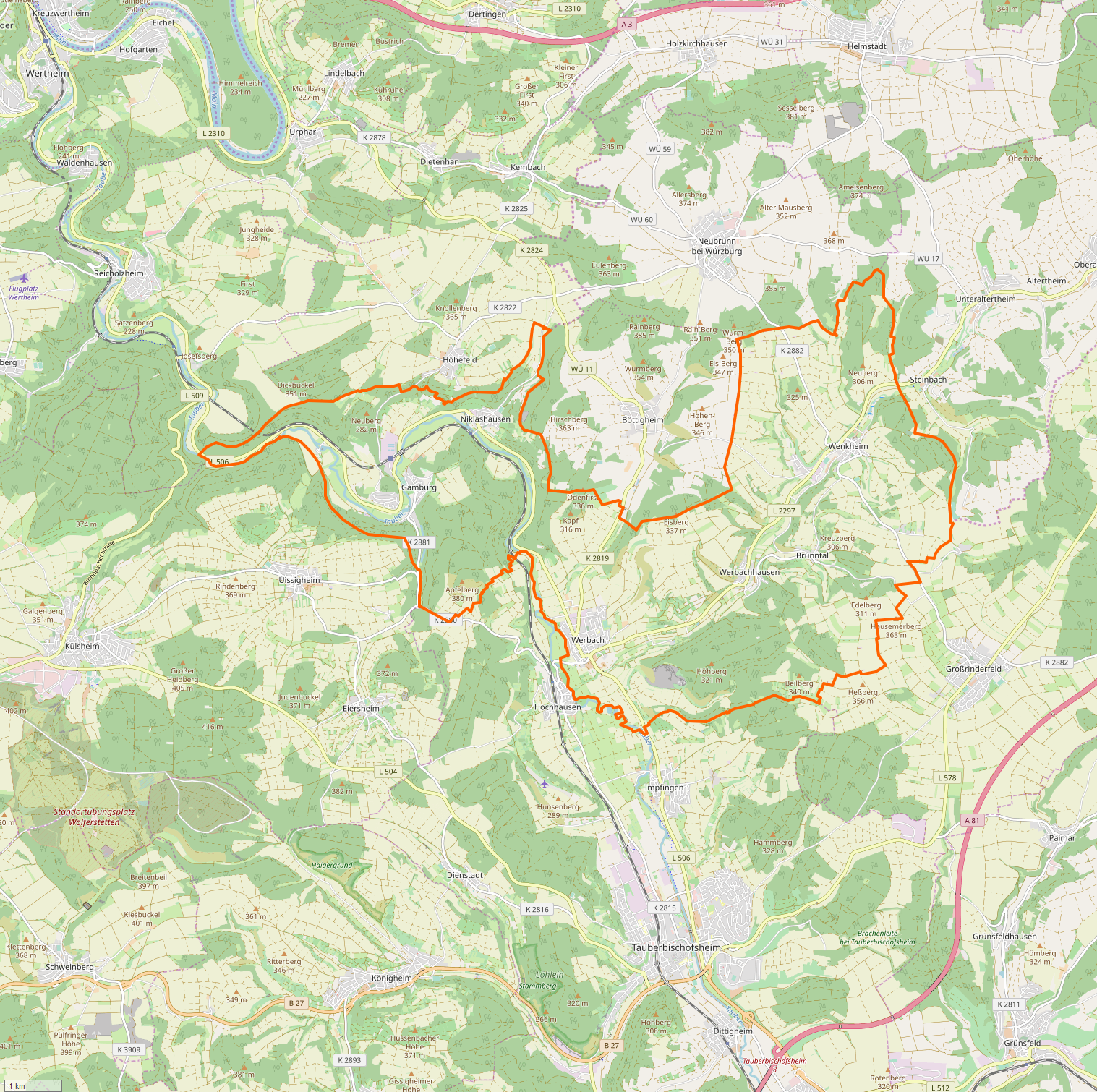
Gemarkung und Lage der Gemeinde Werbach

Wappen der Gemeinde Werbach

In der Liste der Kulturdenkmale in Werbach sind unbewegliche Bau- und Kunstdenkmale aller Gemeindeteile von Werbach aufgeführt. Grundlage für diese Liste ist die vom Regierungspräsidium Stuttgart herausgegebene Liste der Bau- und Kunstdenkmale mit Stand vom 15. Februar 2012. Der Artikel ist Teil der übergeordneten Liste der Kulturdenkmale im Main-Tauber-Kreis. Diese Liste ist nicht rechtsverbindlich. Eine rechtsverbindliche Auskunft ist lediglich auf Anfrage bei der Unteren Denkmalschutzbehörde der Gemeinde Werbach erhältlich.
Kleindenkmale wie beispielsweise Bildstöcke, Statuen und Wegkreuze blieben im Gemeindegebiet zahlreich erhalten. Der Grund liegt in der seit dem Mittelalter durchgehend landwirtschaftlichen Struktur. Es kam in der Neuzeit zu keiner Verdichtung von Siedlung und Industrie wie in den Ballungsgebieten, so dass diese Kulturdenkmale im Freiland weitgehend erhalten blieben.

## Allgemein
- Bild: Zeigt ein ausgewähltes Bild aus Commons, „Weitere Bilder“ verweist auf die Bilder im Medienarchiv Wikimedia Commons.
- Bezeichnung: Nennt den Namen, die Bezeichnung oder die Art des Kulturdenkmals.
- Lage: Straßenname und Hausnummer oder Flurstücknummer des Kulturdenkmals, gegebenenfalls auch den Ortsteil. Die Grundsortierung der Liste erfolgt nach dieser Adresse. Der Link (Karte) führt zu verschiedenen Kartendiensten mit der Position des Kulturdenkmals. Fehlt dieser Link, wurden die Koordinaten noch nicht eingetragen. Sind diese bekannt, können sie über ein Tool mit einer Kartenansicht einfach nachgetragen werden. In dieser Kartenansicht sind Kulturdenkmale ohne Koordinaten mit einem roten bzw. orangen Marker dargestellt und können durch Verschieben auf die richtige Position in der Karte mit Koordinaten versehen werden. Kulturdenkmale ohne Bild sind an einem blauen bzw. roten Marker erkennbar.
- Datierung: Baubeginn, Fertigstellung, Datum der Erstnennung oder grobe zeitliche Einordnung entsprechend des Eintrags in der zuständigen Denkmaldatenbank (Landesamt für Denkmalpflege Baden-Württemberg).
- Beschreibung: Kurzcharakteristik des Kulturdenkmals.

## Bau- und Kulturdenkmale der Gemeinde Werbach

### Brunntal
Bau-, Kunst- und Kulturdenkmale in Brunntal (⊙):
| Bild           | Bezeichnung         | Lage                              | Datierung | Beschreibung | ID |
| -------------- | ------------------- | --------------------------------- | --------- | --- | -- |
| Weitere Bilder | St. Michael         | Kreuzbergstraße (Karte)           | 1818–1821 | Katholische Kirche St. Michael. Saalbau mit eingezogenem Chor und Frontturm von Baurat Friedrich Streiter, Löwenstein. 1818/1821. |    |
|                | Bildstock           | Kreuzbergstraße 3 (vor) (Karte)   |           | Bildstock | BW |
|                | Bildstock           | Rotweg (Karte)                    |           | Bildstock | BW |
| Weitere Bilder | 14-Heiligen-Kapelle | Waldstraße (Karte)                | 1797      | Vierzehnheiligen-Kapelle. Schlichte verputzte Kapelle mit rundbogigem Eingang, im Scheitelstein 1797 bez.                         |    |
|                | Bildstock           | Waldstraße 10 (vor) (Karte)       |           | Bildstock | BW |
|                | Bildstock           | Wenkheimer Straße 2 (vor) (Karte) |           | Bildstock | BW |

### Gamburg
Bau-, Kunst- und Kulturdenkmale in Gamburg mit dem Dorf Gamburg (⊙), dem Gehöft und Wohnplatz Eul(Eil)schirben (⊙) sowie den Wohnplätzen Bimssteinfabrik (⊙), Dorfmühle (⊙), Bahnstation Gamburg (⊙), Gasthof Tauberperle (⊙), Lindhelle (⊙), Möbelfabrik (⊙) und Schlossberg (⊙):
| Bild           | Bezeichnung                 | Lage                                        | Datierung           | Beschreibung | ID |
| -------------- | --------------------------- | ------------------------------------------- | ------------------- | --- | -- |
| Weitere Bilder | Bahnhof                     | Bahnhofstraße 13 (Karte)                    | 1867                | ehemaliges Empfangsgebäude der Bahn. Taubertalbahn. Erbaut 1868. Jetzt im Privatbesitz |    |
| Weitere Bilder | Historische Tauberbrücke    | Brückenstraße (Karte)                       | 1720                | Bis zum 15. Jahrhundert wurde eine Furt als Übergang benutzt. Danach gab es eine Holzbrücke und ab etwa 1720 wurde die Brücke aus Stein gebaut. |    |
| Weitere Bilder | Burg und Burgpark Gamburg   | Burgweg 29 (Karte)                          | 1157                | Burg und Burgpark. Mittelalterliche Anlage mit Wehrturm und Wohngebäuden des 12. bis 16. Jahrhunderts (§ 28) (Burgweg 29). Teil der Sachgesamtheit: Wehrturm mit Grabsteinplatte von 1422. Hölzernes Stockwerk mit Zeltdach, Anfang 20. Jahrhundert von Prof. Clemens Buscher (1860–1916) aufgesetzt, diente als Atelier (Hohlweg, Flst.Nr. 103). |    |
| Weitere Bilder | Maria-Hilf-Kapelle          | Burgweg 34 (Karte)                          | 1833                | Maria Hilf-Kapelle. Halbrunder klassizistischer Bau mit runder Apsis und offenem Säulengang. 1833. Auch Waldkapelle Maria Hilf oder Ingelheim’sche Maria-Hilf-Kapelle. Zum Zustandekommen des Namens: Maria Antonia Gräfin von Ingelheim genannt Echterin von und zu Mespelbrunn, geborene Gräfin von Westphalen zu Fürstenberg, legte in Rom ein Gelübde zur Erbauung einer Kapelle ab, sofern Ihre Tochter Isabella Felicitas von einem lebensbedrohlichen Nervenfieber genesen werde. Durch die Gnade der heiligen Muttergottes erfüllte sich Ihr Wunsch. |    |
| Weitere Bilder | Eulschirbenmühle            | Eulschirben 2 (Karte)                       | 1245                | Die Eulschirbenmühle ist eine ehemalige Mühle. Aus dem Jahre 1245 ist eine Urkunde erhalten geblieben, in der die zwischen Gamburg und Bronnbach an der Tauber gelegene Eulschirbenmühle erstmals erwähnt wird. Der Name kommt vom Weiler Ulscirben, heute Eulschirben, dessen Name sich wiederum von althdt. ula = Topf und scirbi = Scherben ableitet. |    |
| Weitere Bilder | Unteres Schloss             | Hohlweg (Karte)                             | 1522                | Unterhalb der Burg steht das „Untere Schloss“, erbaut 1522 von Johann Küchenmeister und 1751 erneuert. Außer dem Haupthaus befinden sich dort u. a. die ehemalige Zehntscheuer, ein kleineres Scheuergebäude, ein alter Gefängnisturm, das sog. Alte Haus, ein Wasch- und Backhaus sowie ein Garten, der ursprünglich auch das Gelände des heutigen Dorfgemeinschaftshauses umfasste. |    |
|                | Sonnenbrünnle               | Hohlweg (Karte)                             | 1908                | Von Clemens Buscher 1906 entworfen und 1908 in seiner Werkstatt fertiggestellt. Er wurde errichtet, um die Wasserversorgung an der Burghalde sicherzustellen. |    |
|                | Türmle                      | Hohlweg                                     |                     | Türmle am Hohlweg. Ein Wartturm aus dem 15. Jahrhundert, der einst zum sog. Krappentor (= Rabentor) gehörte. Das Tor stellte die an dieser Stelle gemauerte Verbindung zu den Befestigungen der Burg her. Ab 1890 gehörte der ursprünglich zinnenbekrönte Turm dem Bildhauer Clemens Buscher († 1916), der ihn mit einem hölzernen Aufbau versah. Am Fuß ein ursprünglich an der alten Dorfkirche befindliches Epitaph der Anna („Petronia“) von Ehrenberg († 1422), Gemahlin von Peter d. Ä. von Stettenberg († 1428). |    |
| Weitere Bilder | St. Martin                  | Kirchstraße 11 (Karte)                      | 1895–1898           | Römisch-katholische Martinskirche. Riemenschneider-Madonna in einem Altar von Thomas Buscher und zwei weitere Altäre des Künstlers. Neugotischer Saalbau mit seitlichem Turm, 1895 bez. |    |
| Weitere Bilder | Eisenbahnbrücke Gamburg     | L 606 (über)                                | 1868                | Teil der Sachgesamtheit "Badische Taubertalbahn" |    |
| Weitere Bilder | 14-Heiligen-Kapelle         | Steigweg 2                                  | 1923                | 14-Heiligen-Kapelle, auch Vierzehn Nothelferkapelle, 1923 bez., Eingangssturz und Altarbild aus der Vorgängerkapelle von 1823. |    |
|                | Wohnhaus mit Buscher-Museum | Thomas-Buscher-Straße 8                     | 1785                | Wohnhaus, traufständiger Fachwerkbau mit profilierter Schwelle, Portal mit Oberlicht, 1785 bez. Hofmauer mit spitzbogigem Doppelportal, spätgotisch. Das im Haus im Jahre 2013 eröffnete Buscher-Museum gibt einen Überblick über das Werk der beiden Künstler Clemens Buscher (1855–1916) und Thomas Buscher (1860–1937). Neben den bildhauerischen Arbeiten, die dem Museum als Leihgaben zur Verfügung gestellt wurden, informieren Saaltexte und Videostationen über die Künstler und ihren zeitgeschichtlichen Hintergrund. Die Steinmetz- und Bildhauerfamilie Buscher war seit der Zeit Napoleons, etwa seit 1800, in Gamburg ansässig. |    |
|                | Vogtshaus                   | Thomas-Buscher-Straße 12                    | 16. Jh.             | Ehemaliges Vogtshaus. Sichtfachwerkbau mit Krüppelwalm und rundem Kellerbogen, 16. Jahrhundert. |    |
| Weitere Bilder | Hokemo-Brunnen              | Uissigheimer Straße 1 (Karte)               | 1908                | Der Entwurf des dreieckigen Dorfbrunnens stammt von Clemens Buscher (1908) aus der Bildhauer-Familie Buscher. Ausgeführt wurde er vom Steinmetz Meckel. Er stellt den sagenhaften Hakenmann (Hokemo) dar, der die Kinder an die Tauber lockt und sie mit Haken hineinzieht, weil sie der Großmutter nicht folgten. |    |
| Weitere Bilder | Dorfmühle Lang              | Uissigheimerstraße 40                       |                     | Ehemalige „Dorfmühle“. oder „Obremühl“ genannt, wurde 1248 zum ersten Mal im Einkünfteverzeichnis des Mainzer Erzbischofs erwähnt. 1546 tauschte der Müller Endres Hertweck, die Hälfte der Dorfmühle mit dem neuen Besitzer der Gamburger Herrschaft, Eberhard Rüdt von Collenberg, für eine jährliche Menge Korngült. Die Mühle war später dann ganz im gemeinsamen Besitz der Oberen und Unteren Herrschaft. Mitte des 18. Jahrhunderts wurde der Müllerfamilie Ruhland die Mühle schließlich in Erbbestand verliehen. Danach ging sie durch Einheirat an die Familie Eckert und dann an die Familie Lang über. Im Jahre 1954 wurde ein zusätzliches Mühlengebäude mit modernen Mahlmaschinen errichtet. Im Jahr 1970 entschloss man sich schweren Herzens die Mühle stillzulegen und den Mahlbetrieb einzustellen und die bestehende Turbinenanlage aus dem Jahre 1911 durch eine moderne und leistungsfähige Anlage zu ersetzen und den dann erzeugten Strom ins bestehende Stromnetz einzuspeisen. Seit 1988 ist Hartmut Lang Eigentümer und Betreiber des Wasserkraftwerkes („Mühle“). |    |
| Weitere Bilder | Bimssteinfabrik             | Maisenbachstrasse 1                         |                     | Ehemalige „Bimssteinfabrik“. Heute privat bewohnt. Ursprünglich eine Ölmühle mit der auch eine Sägemühle verbunden war. 1897 baute Hermann Volk in der Ölmühle einen Brennofen zur Herstellung von Bimssteinen ein und wandelte sie zur Sandmühle um. Ein großes Brennhaus mit schließlich drei Öfen und großen Trockenräumen sowie ein Wohnhaus mit der Verwaltung wurden neu gebaut. Der Pferdestall mit Scheune und Schuppen wurde verbessert. Eine Turbine ersetzte das alte Wasserrad. |    |
|                | Altes Forsthaus             | Burgweg 27                                  |                     | Altes „Forsthaus“. 1923 ließ Graf Rudolf von Ingelheim die alte Scheune vor der Burg zu einem Chauffeurhaus mit Stallungen, Garagen und Treppentürmchen ausbauen. 1936 erwarben es die Grafen von Westerholt zusammen mit der Burg und dem dazugehörigen Teil des Kammerforstes und nutzen es bis heute als Forsthaus. Über der Tür des Treppenhauses ist das Ingelheim-Echter’sche Wappen des Grafen Rudolf zusammen mit dem seiner Frau Leopoldine Schenk von Stauffenberg zu sehen. |    |
|                | Stettenberger Freihof       | Thomas-Buscher-Str.                         |                     | In der Thomas-Buscher-Straße (früher Judengasse), alter Freihof der Herren von Stettenberg mit Amtskellerei. Bereits 1557 von Eberhard Rüdt von Collenberg erworben. 1669 kam dieser als letzter freiadeliger Hof in Gamburg in den Besitz der Oberen Herrschaft, also der Burg. Bereits 1557. |    |
| Weitere Bilder | Bildstock                   | Uissigheimerstraße / Abzweig Radweg (Karte) | 1847                | Bildstock mit dem Walldürner Blutwunder, geschaffen vom Maurer Misselbeck im Jahre 1847, unweit der Dorfmühle. |    |
|                | Bildstock                   | Bahnhofstrasse/Fußweg Lindhelle             | 1493                | Bildstock von 1493 (z. T. fälschlich auch „Ecce Homo“ genannt) mit der Darstellung des Auferstandenen, unweit des Gästehauses Martin. Angeblich der älteste datierte Bildstock im Taubertal. Er war laut Inschrift lange im Kellereigarten verborgen, bis er 1742 unterhalb seines jetzigen Standortes, den er erst 1983 fand, transportiert wurde. Dort war von 1830 bis 1852 der Friedhof. |    |
|                | Bildstock                   | Uissigheimerstraße                          | 1735                | Dreifaltigkeitsbild von 1735 mit der Darstellung der Hl. Dreifaltigkeit mit Maria und Josef sowie seitlich dem Hl. Sebastian und der stillenden Muttergottes. Es befindet sich wenige Meter vom Standort des ehemaligen Mühltores entfernt. |    |
|                | Bildstock                   | Bauernwald                                  | 1619                | Bildstock mit Darstellung eines Kruzifixes. Im Bauernwald, von 1619 mit den Berufswappen der vier inschriftlich aufgeführten Stifter Hanns Roth (gekreuzte Doppelhaken = Glaser), Clais Göller (Doppelweck = Bäcker), Merten Müller (Müllershammer = Müller) und Baslen Alwert (Pflugschar = Hofbauer). |    |
|                | Bildstock                   | Wanderweg Mühlbergwald                      | 1767                | Bildstock mit Darstellung eines Kruzifixes. Mühlbergwald, an der Straße nach Eiersheim-Uissigheim. Kruzifix auf einem älteren Bildstocksockel, der einen stürzenden Mann darstellt, den 1767 verschiedenen Wilhelm Rösner. Der ursprüngliche Uissigheimer Bildstock stand bis 1966 an der Straße Eiersheim-Gamburg. |    |
|                | Bildstock                   | Mühlberg                                    | 1607                | Kleindenkmal Nr. 32 (Gamburg): Bildstock mit Kruzifix aus dem Jahre 1607, am Mühlberg (=Waldrand Großer Kammerforst zum Maisenbachtal) Unvollständige Inschrift: LINHA ??? ??? SIGK DIE ??? ECHTRSCHER VOGDT ZU GIESSEN UND HOCHHAUSEN LAS MACHEN UND AUFFRICHTEN DIS BILD GOT ZU LOB UND EHR DEN 3 MAY ANO 1607 HODIE MICHI CRAS TIBI Inschrift auf der Rückseite: M.K. |    |
|                | Statue                      | Schulstraße/Kirchstrasse                    |                     | Madonnen-Darstellung auf Säule mit Sockel in der Schulstraße. |    |
|                | Statue                      | am Feuerwehrhaus                            |                     | Madonnen-Darstellung auf Säule mit Sockel. |    |
|                | Statue                      | Thomas-Buscher-Straße                       |                     | Madonnen-Darstellung auf Säule mit Sockel, in der Thomas-Buscher-Straße. |    |
|                | Statue                      | Uissigheimerstraße 3                        |                     | Madonnen-Darstellung an Hauswand, in der Uissigheimer Straße 3. Geburtshaus der Künstler Buscher |    |
|                | Statue                      | Kettenbronnen                               |                     | Madonnen-Darstellung am Hofhaus Kettenbronnen mit den Überresten des abgerissenen Torbogens. |    |
|                | Relief                      | Uissigheimerstraße,                         |                     | Pieta, Darstellung der heiligen Katharina, an der Dorfmühle. |    |
|                | Relief                      | Uissigheimerstrasse 23 A                    | 19. Jahrh.          | Relief zeigt den heiligen Wolfgang An Hauswand gegenüber der Dorfmühle,(Areal ehemaliges Postamtsgebäude). |    |
|                | Steinkreuz                  | Spielplatzweg, Sportplatz                   | 1571                | Kleindenkmal Nr. 36 (Gamburg): Kreuz am Spielplatzweg (Sportplatz), sogenannte Kreuzwiesen, direkt beim ehemaligen Wallgraben. |    |
|                |                             |                                             |                     | |    |
|                | Steinkreuz                  | Alter Steigweg zum Bauernwald               | 1598                | Kleindenkmal Nr. 34 (Gamburg): Kreuz aus dem Jahre 1598, am alten Steigweg zum Bauernwald. Angeblich in Gedenken an einen Burschen, der in Folge einer größeren Rangelei um ein Mädchen auf dem Rückweg von einer Kirchweih dort gestorben sein soll. An die übrigen 14 Toten soll das berühmte Steinkreuznest bei Reicholzheim erinnern, das größte seiner Art in Süddeutschland. |    |
|                | Steinkreuz                  | Schulstrasse 39                             | unbekannt           | Ein altes Kreuz, befindet sich auf dem Weg zum Friedhof, neben einer alten Pferdetränke. Ohne Inschrift. Laut Sage soll hier ein Schäfer vom Blitz erschlagen worden sein. |    |
|                | Stele                       | Kammerforst                                 | 1823                | Bildstock "Gaul" von 1823 vom Bildhauer Matthias Buscher geschaffen. |    |
|                | Bildstock                   |                                             | 1592                | Bildstock. Inschrift: „Anno dni 1592 ist Got zu Lob und Ehr dis Bild aufgericht wors durch den Ehrbarn Georg Kauffmann zu Hochhausen“. |    |
|                | Bildstock                   | K 2888                                      | 1842                | Bildstock aus dem Jahr 1842 errichtet von den Brüdern Andres und Johannes Freund. Steht neben der Josefskapelle (am Fuß des Apfelsberg). Die Josefskapelle sowie der Bildstock befinden sich heute auf der Gemarkung von Tauberbischofsheim-Hochhausen. |    |
|                | Bildstock                   | K 2881                                      | 1736                | Bildstock. Auf der Vorderseite sind Maria mit Jesus Leichnam, an den Seiten sind der heilige Laurentius und die heilige Anna abgebildet. Inschrift auf dem Sockel 1736 -HHL -EHLN. |    |
|                |                             |                                             |                     | Kleindenkmal |    |
|                | Bildstock                   |                                             | 1715                | Wallfahrts-Bildstock „Zum heiligen Blut“ von 1715, Inschrift: A O 1715 hat Got zur Ehr H.L.F. tis Pilt mache lasse. darunter Das hl. Blut Herrn Jesu Christ zu wd türn in corpura. |    |
|                | Stein                       | Hohlweg                                     |                     | Überrest vom ehemaligen Torbefestigung, steht am Sonnenbrünnle |    |
|                | Bildstock                   | Hohlweg                                     | ca. 1739            | Bildstock mit der hl.Familie und Dreifaltigkeitsbild. Künstler: Johannes Lutz, Gamburg. Steht in der Mauerkrone Stützmauer am Hohlweg Kreuzung Kirchweg |    |
|                | Statue                      | Uissigheimerstrasse                         | 1868                | Statue auf altarartigem Sockel von Buscher 1868 erschaffen. Maria-Statue mit Darstellung des Abendmahls auf altarartiger Säule. Standort in der Ortsmitte Uissigheimerstrasse/Abzw Ölbergweg. |    |
|                | Relief                      | Uissigheimerstraße                          | 19./20. Jahrhundert | Relief mit Abb. eines Schäfers? (Hl.Wolfgang?) angebracht in der Hauswand Dorfmühle |    |
|                | Bildstock                   | Schulstrasse                                | 1598                | Stein mit Kopf. Strittig ob Pferdekopf oder Löwenkopf. Künstler? |    |
|                | Kreuz                       | Friedhof                                    | 1830                | Das Friedhofskreuz auf Sockel mit Inschrift: O ihr alle den Weeg für übergeht mercket dog unt sehet ob auch ein Schmertz sei wie mein Schmertz |    |
|                | Grabstein                   | Friedhof                                    | 1844                | Grabstein der Familie Buscher. Inschrift: Hier ruht in Gott Mathias Buscher Maurermeister (1785 - 1844) und sein Enkelkind Andres Buscher Maurarmeister geb 26.Juni 1856 |    |
|                | Grabsteine                  | Friedhof                                    | Neuanlage           | Grabsteine Gamburger Pfarrer (links-rechts) Georg Lorenz Henn (1882-1959) Clemens Irion (1890-1945) Kurt Barthelme (1875-1926) Kaspar Fischer (1794-1864) |    |
| Weitere Bilder | Kriegerdenkmal              | Friedhof Soldatenhain                       |                     | Kriegerdenkmal für den Ersten Weltkrieg und Zweiten Weltkrieg. |    |
|                | Bildstock                   | Bahnhofstraße 13                            | 1954                | Bildstock zur Erinnerung an einen Unfall. Inschrift: In Frieden Friedrich Theodor Graf zu Stolberg-Stolberg Herr auf Kyowitz, viel verdienst um Land und Leute der Heimat, als Ausgewiesener vom Taubertal liebevoll aufgenommen, wurde hier an Laetare den Seinen entrissen und von Christus in die ewige Heimat geführt. 14.Xii. 1877 bis 28. III. 1954 |    |
|                | Obelisk                     | im Burgwald der Gamburg                     | 1800                | Obelisk mit Wappen der Grafen von Ingelheim und der Inschrift "20ten April 1800" Diese "Siegessäule" wurde am 20.04.1800 aus Anlass der Hochzeit des Grafen Friedrich Karl Josef von Ingelheim mit der Gräfin Maria Antonia von Westphalen zu Fürstenberg errichtet. |    |
|                | Gräberfeld                  | Friedhof Gamburg                            | 1990                | Kleindenkmal Nr. 30 (Gamburg): Gräberfeld, derer von Mallinckrodt (Baron Hans-Georg sen., und Ehefrau und eine Tochter.) Im Hintergrund Friedhofskreuz und Grabsteine der Buscher. |    |
|                | Grabstein                   | Hohlweg                                     | 1422                | Kleindenkmal Nr. 31 (Gamburg): Der Grabstein befindet sich heute an der Außenwand des „Türmle“, also des Torturms des ehemaligen Krappentors. Die übersetzte lateinische Inschrift lautet: 1422 starb Herrin Petronia von Ehrenberg am 27. Januar. (Sie war wohl die Frau des damaligen Herrn (der Gamburg), Peter von Stettenberg.) |    |
|                | Bildstock                   | Alte Steige                                 | 1839                | Kleindenkmal Nr. 33 (Gamburg): Bildstock mit Pieta von 1839. Künstler: Von Franz-Anton (Anthony) Buscher im Alter von 13 Jahren gefertigt. 1842 nach Chicago/USA ausgewandert. Standort: Alte Steige/Einmündung Zufahrt Lindhelle |    |
|                | Grabstein                   | Friedhof                                    | 1888                | Kleindenkmal Nr. 35 (Gamburg): Grabstein von 1888 Standort Friedhof Zum Gedenken an Doroth. Buscher geb Häfner (1818 - 1888) Sockelinschrift: Theresia Jesberger geb.Buscher (1948-1915) |    |
|                | Kreuz                       | Neben der Kirche                            | 1906                | Kleindenkmal Nr. 37 (Gamburg): Kreuz von 1906 erschaffen von Bildhauer Ch.Ziegler,Tauberbischofsheim. (Der auch das Missionskreuz im Tauberbischfsheimer Rathaus schuf). Standort neben der Gamburger Kirche St.Martin von 1895 |    |
|                | Kreuz                       | Radweg                                      | unbek.              | Kleindenkmal Nr. 38 (Gamburg): Wallfahrts-Kreuz "zum hl.Blut" Standort: am Radweg Gamburg Richtung Bronnbach, zu Beginn des Steilwegs der Fußwallfahrt nach Walldürn. |    |
|                | Statue                      | Brücke                                      | 1720                | Kleindenkmal Nr. 39 (Gamburg): Nepomukstatue auf Sockel. (Kopie der Nepomuk-Statue gestiftet 1730 von Johannes Bernhard Kaltwasser. Original steht im Tauberfränkischen Heimatmuseum Tauberbischofsheim. Die Inschrift auf dem Sockel lautet: AMORE ERGA PATRIAM ET IN HONOREM SAN CTI JOHANNIS NEPOMUCEMI HANC STATUAM ERIGE RE CURAVIT JOHANNES BERNARDUS KALTWASSER ANNO DOMINI 1730 ) |    |
|                | Wegstein                    | Burgweg                                     | unbekannt           | Kleindenkmal Nr. 40 (Gamburg): Wegestein von ? . Steht an der Einmündung des Burgweges in die Uissigheimerstraße |    |
|                | Wegstein                    | Brückenstrasse                              | unbekannt           | Kleindenkmal Nr. 41 (Gamburg): Wegstein von ?. Steht an der Brückenstraße/Ende Parkplatz an der Brücke. |    |
|                | Wegstein                    | Burgweg                                     | unbekannt           | Kleindenkmal Nr. 42 (Gamburg): Wegstein von ?. Steht am Burgweg, beim Wasserhochbehälter Forsthaus. |    |

### Niklashausen
Bau-, Kunst- und Kulturdenkmale in Niklashausen mit dem Dorf Niklashausen (⊙) und den Wohnplätzen Altes Bahnwärterhaus (⊙) und Haltestelle Niklashausen (⊙):
| Bild           | Bezeichnung               | Lage                         | Datierung | Beschreibung | ID                       |
| -------------- | ------------------------- | ---------------------------- | --------- | --- | ------------------------ |
| Weitere Bilder | Evangelische Kirche       | Wertheimer Straße 17 (Karte) | 1518      | Evangelische Pfarrkirche. Gotischer Bau mit polygonalem Chor und seitlich stehendem Turm. Seit 1518. | Wikidata-Objekt anzeigen |
|                | Rathaus mit Pfeifermuseum | Wertheimer Straße 28         | 19. Jh.   | Ehemaliges Rathaus von Niklashausen, Putzbau mit Halbwalm und rundem Kellerbogen. 1. Hälfte 19. Jahrhundert. Seit 1991 bestehende Pfeiferstube im alten Rathaus, 1999 zum Museum erweitert worden, Exponate u. a. aus dem Steinhauerhandwerk, der Ortsgeschichte und der bäuerlichen Lebenswelt. Erinnerung an den sog. Pfeiferhannes, einen Schafhirten und Musikanten aus Niklashausen, der im Frühjahr 1476 nach einer Marienerscheinung seine Instrumente verbrannt haben soll, um gleichen Besitz für alle, Verweigerung von Frondienst, Zoll und Zehnten, freie Jagd und freien Fischfang zu predigen. Nachdem Verbote den Pfeifer nicht von seinem Tun abhalten konnten, ließ ihn Fürstbischof Rudolf von Scherenberg aus Würzburg festnehmen. Nach kurzer Haft wurde der Pfeifer am 19. Juli 1476 als Ketzer und Volksaufwiegler verbrannt. |                          |
|                | Kriegerdenkmal            |                              |           | Kriegerdenkmal Erster Weltkrieg. Vor der evangelischen Kirche befindet sich das Kriegerdenkmal. Rechts vom Eingang steht eine Gedenkplatte aus Sandstein. In der Mitte, ein nach unten zeigendes Schwert mit Lorbeerranken. Oben das Wappen von Niklashausen. |                          |
|                | Kriegerdenkmal            |                              |           | Kriegerdenkmal Zweiter Weltkrieg. Links der Kirche eine Sandsteinverkleidete Wand mit einem Kreuz als Abschluss, mit den Namen der Opfer des 2. WK. |                          |

### Wenkheim
Bau-, Kunst- und Kulturdenkmale in Wenkheim mit dem Dorf Wenkheim (⊙) und den Wohnplätzen Neumühle (⊙), Öl- und Sägmühle (⊙) und Seemühle (⊙) sowie der Siedlung Mehlen (⊙):
| Bild           | Bezeichnung                     | Lage                            | Datierung | Beschreibung | ID |
| -------------- | ------------------------------- | ------------------------------- | --------- | --- | -- |
| Weitere Bilder | Synagoge                        | Breite Straße 7 (Karte)         | 1841      | Ehemalige Synagoge. Massivbau mit rundbogigem Portal mit Windfang und hebräischer Inschrift. Geschnitztes Türblatt, 1841. Damals um 1840 typischer Rundbogenstil. Zur Straße befindet sich die Rabbinerwohnung, auf der von der Straße abgelegenen Seite der heute sorgfältig renovierte Gebetsraum mit seiner herrlichen Stuckkassettendecke und einer Frauenempore. Geschützt nach § 12 DSchG |    |
| Weitere Bilder | Jüdischer Friedhof              | (Karte)                         |           | Der jüdische Friedhof in Wenkheim |    |
|                | Wohnhaus                        | Herrenstraße 4                  |           | Verputzter eineinhalbgeschossiger Fachwerkbau unter Krüppelwalmdach mit traufseitiger Außentreppe und rundem Kellerbogen, 18./19. Jh. Geschützt nach § 2 DSchG |    |
|                | Ehemals evangelisches Pfarrhaus | Herrenstraße 8                  |           | 1790, traufständiger, teils massives, teils in Fachwerk erbautes und verputztes Haus mit Halbwalmdach und rundem Kellerbogen; ältere Befensterung Geschützt nach § 2 DSchG |    |
|                | Evangelische Kirche             | Herrenstraße 23                 | 1792–1793 | Evangelische Pfarrkirche. Barocker Saalbau von 1792/93 mit Eingangsturm. Geschützt nach § 2 DSchG |    |
|                | Wohnhaus                        | Hindenburgstraße 8              |           | giebelständiger verputzter Fachwerkbau des 18. Jhs. Unter Satteldach, mit Steinschiebefenstern im Sockelgeschoß und rundbogigem Hofeingang, bez. 1880 Geschützt nach § 2 DSchG |    |
|                | Gasthof zum Grünen Baum         | Hindenburgstraße 11             |           | stattlicher, traufständig stehender verputzter Bau mit Doppeltoranlage, bez. 1724; zugehörig Ökonomiegebäude Geschützt nach §§ 2 (Sachgesamtheit) DSchG |    |
|                | Wohnhaus                        | Hindenburgstraße 14             |           | zweigeschossiger giebelständiger Fachwerkbau mit profilierten Schwellen, geschnitzten Eckständern und traufseitigem rundem Kellerbogen; bez. 1721 Geschützt nach § 2 DSchG |    |
|                | Wohnhaus                        | Lindenstraße 13                 |           | eingeschossiger giebelständiger Fachwerkbau unter Satteldach, profilierte Schwellen, traufseitige Freitreppe, runder Kellerbogen; bez. 1726; rückseitig moderner Anbau Geschützt nach § 2 DSchG |    |
| Weitere Bilder | St. Maria                       | Lochstraße 1 (Karte)            | 1823      | Katholische Pfarrkirche St. Maria. Neugotischer Bau mit eingezogenem polygonalem Chor, 1823 (§2). Daneben stehender spätgotischer Turm von der ehemaligen Schlossanlage (§28). Geschützt nach § 2/28 DSchG |    |
|                | Ehem. kath. Pfarrhof            | Lochstraße 2-4                  |           | bestehend aus eingeschossigem Pfarrhaus, einem Massivbau unter Krüppelwalmmansarddach mit kräftig profiliertem Traufsims, Rotsandsteinfenstereinfassungen, am Eingangsportal gegen den Hof bez. 1766, mit z. T. originalen Kassetten- und Lamellenläden. Zugehörig die Pfarrhofmauer und die im Südostteil nachträglich zum Schulhaus umgebaute Stallscheune mit großer rundbogiger Einfahrt zur Hofseite. Zur Hangseite präsentiert sich die Scheune als ein aus Bruchstein gemauerter Bau mit Krüppelwalm und profilierten Traufsimsen. Geschützt nach § 2 DSchG |    |
|                | Rat- und Schulhaus              | Lochstraße 3                    | 1887      | Ehemaliges Rat- und Schulhaus, „im Jahr 1887 erbaut“ bez. Traufständiger Bau aus Rotsandsteinquadern unter Walmdach. Traufseitiger mittelachsiger Eingang mit bauzeitgleichem zweiflügeligem kassettiertem Türblatt. Nordöstliche Schmalseite mit originalem vierfeldrigem Türblatt und weitgehend originalen Klappläden (dreifeldrige Kassettenläden). Dazugehörig: seitliche Hofeinfahrten freilassend, jeweils eingeschossige giebelständige, ebenfalls aus Rotsandsteinquadern gemauerte Ökonomiegebäude, das Nebengebäude zur Kirche ehemals Abortbau der Schule. Geschützt nach §§ 2(Sachgesamtheit) DSchG |    |
|                | Wasserbehälter                  | Lochstraße 17 (Parzelle 8176/1) |           | bez. 1921, flachgedeckter aus Rotsandsteinquadern gemauerter Bau im Stile des Revolutionsklassizismus mit Eckquaderung und durch Blendpilaster und Dreiecksgiebel bekröntem Eingang, dazugehörig axial auf Eingang zulaufende Treppenanlage mit massiven Seitenwangen und Umfassungsmauer aus Bruchstein zur Lochgasse (Türblatt des Behälters modern und Erscheinungsbild beeinträchtigend). Geschützt nach §§ Prüffall DSchG |    |
|                | Ehemalige Dorfmühle             | Mühleck 3                       |           | bestehend aus 3 Gebäuden aus dem 19. Jh., davon das nordwestliche ein zweigeschossiger verputzter Fachwerkbau mit traufseitigem Eingang zum Hochparterre mit originalem Türblatt, laut Aussage der Eigentümerin ist darin die 1980 stillgelegte komplette Mühleneinrichtung (Turbinen) erhalten. Das traufständig anschließende dreigeschossige Gebäude ist in den zwei unteren Geschossen massiv gemauert und trägt ein vermutlich nachträglich aufgesetztes verputztes Obergeschoss. An der ortsauswärtigen bzw. Nordseite erhalten ist der dazugehörige Mühlkanal Geschützt nach §§ Prüffall DSchG |    |
|                | Welzbachbrücke                  |                                 |           | im Verlauf der Hindenburgstraße stehende, dreibogige Steinbrücke, bez. 1862 Geschützt nach § 2 DSchG |    |
|                | Kriegerdenkmal                  |                                 |           | Kriegerdenkmal |    |
|                | Deportations-Mahnmal            |                                 |           | Mahnmal Deportation 1940. Das Denkmal für die deportierten jüdischen Mitbürgerinnen und Mitbürger befindet sich im Ortszentrum Wenkheim, ganz in der Nähe der noch existierenden (ehemaligen) Synagoge. Das Denkmal wurde 2018 von einer Gruppe von sechs Jugendlichen der ev. Kirchengemeinde Wenkheim entworfen und am 13. Oktober 2018 feierlich eingeweiht. Das Motto des Steins bezieht sich auf den Song „Deine Schuld“ der Popgruppe „Die Ärzte“ „Es ist nicht deine Schuld, dass die Welt ist, wie sie ist. Es ist nur deine Schuld, wenn sie so bleibt.“ Der Maschendraht trennt die beiden Teile des Zitates in vergangene und zukünftige Aussagen. Damit soll dem Betrachter dieses Steines seine Verantwortung für diese Gesellschaft verdeutlicht werden. Der Maschendraht, der das Zitat trennt, symbolisiert die Deportation und die schrecklichen Umstände in den Lagern. Neben dem Mahnmal mit dem Zitat befindet sich eine Gedenktafel mit Informationen zu der Deportation am 22. Oktober 1942. Dort sind dreizehn Personen mit Namen vermerkt. |    |
|                | Bildstock                       | Gauweg, K 2882 (an) (Karte)     |           | Bildstock | BW |

### Werbach
Bau-, Kunst- und Kulturdenkmale des Hauptortes Werbach mit dem Dorf Werbach (⊙) und den Wohnplätzen Blauer Rain (⊙), Fischzuchtanstalt (⊙), Schneidmühle (⊙), Steinig (⊙), Weidenmühle (⊙) und Welzmühle (⊙):
| Bild           | Bezeichnung                                       | Lage                                                               | Datierung | Beschreibung | ID |
| -------------- | ------------------------------------------------- | ------------------------------------------------------------------ | --------- | --- | -- |
|                | Kriegerdenkmal                                    | Böttigheimer Straße 1 (K 2819) (bei), Hauptstraße 58 (bei) (Karte) | 1870/71   | Kriegerdenkmal 1870/71. |    |
|                | Wegkreuz                                          | Böttigheimer Straße 1 (K 2819) (gegenüber), Grabenweg (Karte)      | Wegkreuz  | | BW |
|                | Bildstock                                         | Böttigheimer Straße 1 (K 2819) (gegenüber), Grabenweg (Karte)      | Bildstock | | BW |
|                | Kriegerdenkmal                                    | Denkmalweg 1, Hauptstraße (Karte)                                  | 1866      | Kriegerdenkmal in Werbach für die badischen Gefallenen des Vorpostengefechts bei Walldürn (23.07.1866) und des Gefechts bei Werbach (24.07.1866).               |    |
|                | Bildstock                                         | Friedhofstraße 11 (bei) (Karte)                                    |           | Bildstock | BW |
| Weitere Bilder | Maria-Hilf-Kapelle                                | Grabenweg 6 (Karte)                                                | 1883      | Maria-Hilf-Kapelle in Werbach. Kapelle mit halbrundem Abschluss. An der Kreuzung des Kapellenwegs und des Grabenwegs. 1883 bez.                                 |    |
| Weitere Bilder | St. Martin                                        | Hauptstraße 57 (Karte)                                             | 1842      | Katholische Pfarrkirche St. Martin. Tonnengewölbter Bau mit Giebelreiterturm in historisierenden Formen, 1842 bez.                                              |    |
|                | Bildstock                                         | K 2819 (bei) (Karte)                                               |           | Bildstock, rechts an der K 2819 nach dem Ortsausgang in Richtung Böttigheim.                                                                                    | BW |
|                | Wegkreuz                                          | L 2297 (an) (Karte)                                                |           | Wegkreuz |    |
|                | Bildstock                                         | Liebfrauenbrunnstraße (K 2297) (an), Blauer Rain (an) (Karte)      |           | Bildstock | BW |
| Weitere Bilder | Wallfahrtskapelle Liebfrauenbrunn                 | Liebfrauenbrunnstraße 34 (Karte)                                   | 1902      | Wallfahrtskapelle Liebfrauenbrunn zwischen Werbach und Werbachhausen am Welzbachtalradweg. Neugotischer Bau mit Dachreiter und polygonalem Abschluss, 1902 bez. |    |
|                | Bildstock                                         | Liebfrauenbrunnstraße 34 (Karte)                                   | 1754      | Bildstock mit Kreuzgruppe, 1754 bez. |    |
| Weitere Bilder | Kreuzweg an der Wallfahrtskapelle Liebfrauenbrunn | Liebfrauenbrunnstraße 34 (Karte)                                   | 1900      | Kreuzweg zur Wallfahrtskapelle Liebfrauenbrunn am Welzbachtalradweg, direkt vor der Kapelle. Gusseiserne Kreuzwegstationen, um 1900.                            |    |
| Weitere Bilder | 1. Kreuzwegstation                                | Liebfrauenbrunnstraße 34 (Karte)                                   | 1900      | 1. Kreuzwegstation des vierzehn Stationen umfassenden Kreuzwegs zur Wallfahrtskapelle Liebfrauenbrunn.                                                          |    |
| Weitere Bilder | 2. Kreuzwegstation                                | Liebfrauenbrunnstraße 34 (Karte)                                   | 1900      | 2. Kreuzwegstation des vierzehn Stationen umfassenden Kreuzwegs zur Wallfahrtskapelle Liebfrauenbrunn.                                                          |    |
| Weitere Bilder | 3. Kreuzwegstation                                | Liebfrauenbrunnstraße 34 (Karte)                                   | 1900      | 3. Kreuzwegstation des vierzehn Stationen umfassenden Kreuzwegs zur Wallfahrtskapelle Liebfrauenbrunn.                                                          |    |
| Weitere Bilder | 4. Kreuzwegstation                                | Liebfrauenbrunnstraße 34 (Karte)                                   | 1900      | 4. Kreuzwegstation des vierzehn Stationen umfassenden Kreuzwegs zur Wallfahrtskapelle Liebfrauenbrunn.                                                          |    |
| Weitere Bilder | 5. Kreuzwegstation                                | Liebfrauenbrunnstraße 34 (Karte)                                   | 1900      | 5. Kreuzwegstation des vierzehn Stationen umfassenden Kreuzwegs zur Wallfahrtskapelle Liebfrauenbrunn.                                                          |    |
| Weitere Bilder | 6. Kreuzwegstation                                | Liebfrauenbrunnstraße 34 (Karte)                                   | 1900      | 6. Kreuzwegstation des vierzehn Stationen umfassenden Kreuzwegs zur Wallfahrtskapelle Liebfrauenbrunn.                                                          |    |
| Weitere Bilder | 7. Kreuzwegstation                                | Liebfrauenbrunnstraße 34 (Karte)                                   | 1900      | 7. Kreuzwegstation des vierzehn Stationen umfassenden Kreuzwegs zur Wallfahrtskapelle Liebfrauenbrunn.                                                          |    |
| Weitere Bilder | 8. Kreuzwegstation                                | Liebfrauenbrunnstraße 34 (Karte)                                   | 1900      | 8. Kreuzwegstation des vierzehn Stationen umfassenden Kreuzwegs zur Wallfahrtskapelle Liebfrauenbrunn.                                                          |    |
| Weitere Bilder | 9. Kreuzwegstation                                | Liebfrauenbrunnstraße 34 (Karte)                                   | 1900      | 9. Kreuzwegstation des vierzehn Stationen umfassenden Kreuzwegs zur Wallfahrtskapelle Liebfrauenbrunn.                                                          |    |
| Weitere Bilder | 10. Kreuzwegstation                               | Liebfrauenbrunnstraße 34 (Karte)                                   | 1900      | 10. Kreuzwegstation des vierzehn Stationen umfassenden Kreuzwegs zur Wallfahrtskapelle Liebfrauenbrunn.                                                         |    |
| Weitere Bilder | 11. Kreuzwegstation                               | Liebfrauenbrunnstraße 34 (Karte)                                   | 1900      | 11. Kreuzwegstation des vierzehn Stationen umfassenden Kreuzwegs zur Wallfahrtskapelle Liebfrauenbrunn.                                                         |    |
| Weitere Bilder | 12. Kreuzwegstation                               | Liebfrauenbrunnstraße 34 (Karte)                                   | 1900      | 12. Kreuzwegstation des vierzehn Stationen umfassenden Kreuzwegs zur Wallfahrtskapelle Liebfrauenbrunn.                                                         |    |
| Weitere Bilder | 13. Kreuzwegstation                               | Liebfrauenbrunnstraße 34 (Karte)                                   | 1900      | 13. Kreuzwegstation des vierzehn Stationen umfassenden Kreuzwegs zur Wallfahrtskapelle Liebfrauenbrunn.                                                         |    |
| Weitere Bilder | 14. Kreuzwegstation                               | Liebfrauenbrunnstraße 34 (Karte)                                   | 1900      | 14. Kreuzwegstation des vierzehn Stationen umfassenden Kreuzwegs zur Wallfahrtskapelle Liebfrauenbrunn.                                                         |    |
|                | Kriegerdenkmal                                    | Marktplatz (Karte)                                                 | 1914-1919 | Kriegerdenkmal Erster Weltkrieg |    |
|                | Sühnekreuz                                        | Taubertalstraße (L 506) (an) (Karte)                               |           | Sühnekreuz Werbach I | BW |
|                | Bildstock                                         | Taubertalstraße (L 506) (an) (Karte)                               |           | Bildstock | BW |
|                | Bildstock                                         | Taubertalstraße (L 506) (an) (Karte)                               |           | Bildstock | BW |
| Weitere Bilder | Welzmühle                                         | Welzbachtalradweg (Karte)                                          |           | Historischer Mühlstein |    |
|                | Sühnekreuz                                        | Winterleitenweg (Karte)                                            |           | Sühnekreuz Werbach III |    |
|                | Kriegerdenkmal                                    |                                                                    | 1939-1945 | Kriegerdenkmal Zweiter Weltkrieg |    |

### Werbachhausen
Bau-, Kunst- und Kulturdenkmale in Werbachhausen mit dem Dorf Werbachhausen (⊙) und den Häusern Emmentaler Mühle (⊙) und Mühlenbau-Werkstätte:
| Bild           | Bezeichnung      | Lage                                         | Datierung | Beschreibung | ID |
| -------------- | ---------------- | -------------------------------------------- | --------- | --- | -- |
|                | Sühnekreuz       | Altenberg, Welzbachstraße (Karte)            | 1634      | Sühnekreuz Werbach VIII / Ortsteil Werbachhausen. Inschrift „1634“. Zwei Bauern, die sich mit ihrem Fuhrwerk auf dem engen Weg entgegenkamen und jeweils nicht ausweichen wollten, haben sich gegenseitig mit einem Karst (Weinberghacke) erschlagen (Losch 1981). | BW |
|                | Bildstock        | Brunntaler Straße (K 2817) (an) (Karte)      |           | Bildstock | BW |
|                | Bildstock        | Brunntaler Straße (K 2817) (an) (Karte)      |           | Bildstock | BW |
|                | Bildstock        | Brunntaler Straße, Klingenstraße (Karte)     |           | Bildstock | BW |
|                | Bildstock        | Brunntaler Straße, Welzbachtalradweg (Karte) |           | Bildstock |    |
|                | Bildstock        | Klingenstraße 10 (bei) / Leidenweg (Karte)   |           | Bildstock |    |
| Weitere Bilder | St. Laurentius   | Leidenweg 1 (Karte)                          | 1716/1731 | Katholische Pfarrkirche St. Laurentius. Barocker Saalbau mit eingezogenem polygonalen Chor und Dachreiter. Hohe Futtermauer, 1716 und 1731 bez. Dahinter Sühnekreuz, mittelalterlich.                                                                              |    |
|                | Sühnekreuz       | Leidenweg 1 (Karte)                          |           | Sühnekreuz Werbach VII / Ortsteil Werbachhausen. "Schwedenkreuz" (Losch 1981). |    |
|                | Sühnekreuz       | Leidenweg 1 (Karte)                          |           | Sühnekreuz Werbach IX. Eingemauertes Steinkreuz am Aufgang zur Kirche. Nicht bei Losch (1981) verzeichnet. |    |
|                | Bildstock        | Leidenweg 1 (Karte)                          |           | Bildstock |    |
| Weitere Bilder | Mariengrotte     | Leidenweg 1 (Karte)                          |           | Mariengrotte (auch Lourdesgrotte genannt) in Werbachhausen. |    |
|                | Schulgebäude     | Leidenweg 3 (Karte)                          | 19. Jh.   | Schule. Massivbau mit Halbwalm. Geohrtes Portal mit Windfang. Türrahmung mit Schulterbogen und Oberlicht. 2. Hälfte 19. Jahrhundert. | BW |
|                | Bildstock        | Leidenweg (am) (Karte)                       |           | Bildstock | BW |
|                | Bildstock        | Leidenweg (am) (Karte)                       |           | Bildstock | BW |
|                | Bildstock        | Leidenweg (bei) (Karte)                      |           | Bildstock | BW |
|                | Bildstock        | Unter dem Holz, Welzbach (am) (Karte)        |           | Bildstock | BW |
|                | Bildstock        | Waldweg (Karte)                              |           | Bildstock | BW |
|                | Bildstock        | Welzbachstraße 8 (gegenüber) (Karte)         |           | Bildstock | BW |
|                | Bildstock        | Welzbachstraße 50 (bei) (Karte)              |           | Bildstock |    |
| Weitere Bilder | Emmentaler Mühle | Welzbachstraße 56 (Karte)                    |           | Historische Mühle und mehrere Fachwerkhäuser. |    |